# Георгієвка (Пономарьовський район)
Гео́ргієвка (рос. Георгиевка) — селище у складі Пономарьовського району Оренбурзької області, Росія.

## Населення
Населення — 26 осіб (2010; 45 у 2002).
Національний склад (станом на 2002 рік):
- мордва — 96 %